# 1956년 칸 영화제
제9회 칸 영화제는 1956년 4월 23일부터 1956년 5월 10일까지 열린 영화제이다. 프랑스 칸에서 개최되었다.

## 수상

### 황금종려상
- 침묵의 세계 - 자크 이브 쿠스토 수상
- 침묵의 세계 - 루이 말 수상

### 심사위원대상
- 피카소의 비밀 - 앙리 조르주 클루조 수상

### 감독상
- 오델로 - 세르게이 유트케비츠 수상

### 여우주연상
- 크라이 투마로우 - 수잔 헤이워드 수상